# Borboroides acumen
Borboroides acumen är en tvåvingeart som beskrevs av Mcalpine 2007. Borboroides acumen ingår i släktet Borboroides och familjen myllflugor. Inga underarter finns listade i Catalogue of Life.